# Лев, Борис Давидович
Борис Давидович Лев (1911—1971) — советский офицер, участник Великой Отечественной войны, Герой Советского Союза (16.10.1943). Генерал-майор (1958).

## Молодость и довоенная служба
Родился в 1911 году в селе Тишковка Елисаветградского уезда Херсонской губернии (ныне Кировоградской области Украины) в семье рабочего. Еврей. Окончил школу ФЗУ «Мукомол» в Днепропетровске в 1930 году, затем работал инструктором этой же школе. С октября 1932 года — заведующий отделом кадров в городском земельном отделе Кировограда. Член ВКП(б) с 1931 года.
В Красной Армии с ноября 1933 года. Окончил полковую школу 6-го полка связи Украинского военного округа в 1934 году, команду одногодичников в этом полку в 1935 году, далее служил в нём же: командир взвода, командир полуроты, помощник начальника отделения телеграфных аппаратов. Без отрыва от службы окончил первый курс вечернего отделения Военной академии РККА имени М. В. Фрунзе при Киевском Доме Красной Армии. С начала июля 1939 года — помощник командира роты 941-го отдельного батальона связи Киевского особого военного округа, но практически сразу после назначения направлен в спецкомандировку в Монголию, где был прикомандирован к начальнику связи 1-й армейской группы и участвовал в боевых действиях на Халхин-Голе. В сентябре 1939 года вернулся на Украину, назначен начальником штаба 31-го дорожно-эксплуатационного полка Винницкой армейской группы (полк дислоцировался в Жмеринке), участвовал в походе РККА на Западную Украину. Затем служил заместителем командира этого полка и временно исполнял должность командира полка. С марта 1940 года — начальник отделения в Управлении начальника военно-транспортной службы РККА. В том же году продолжил прерванное из-за участия в боевых действиях обучение в академии, в конце года переведён с вечернего отделения на основной факультет.

## Великая Отечественная война
После начала Великой Отечественной войны обучение было срочно завершено и в июле 1941 года капитан Л. Б. Лев окончил в ускоренном порядке Военную академию РККА имени М. В. Фрунзе. Тогда же получил назначение начальником оперативного отделения штаба 287-й стрелковой дивизии Орловского военного округа (Елец), в сентябре прибыл с дивизией на Брянский фронт. В начале немецкого генерального наступления на Москву, в ходе Орловско-Брянской оборонительной операции, дивизия попала в окружение и была рассеяна. Встретив в немецком тылу отряд командира 148-й стрелковой дивизии полковника Ф. М. Черокманова, присоединился к нему и вскоре отряд прорвался к своим.
Высоко оценивший командные качества и храбрость офицера, Черокманов оставил его у себя после выхода из окружения и добился его назначения начальником штаба 496-го стрелкового полка. В составе 13-й армии на Брянском и Юго-Западном фронтах Б. Д. Лев участвовал в Елецкой наступательной операции. При отступлении из Ельца 4 декабря 1941 года полк отошел по левому берегу реки Быстрая Сосна к селу Трубицыно. Однако уже 6 декабря полк перешел в наступление. Отдельные группы бойцов полка первыми в 148-й стрелковой дивизии проникли в Елец уже 7 декабря. 8 декабря 1941 года во время решающего штурма города капитан Борис Лев лично возглавил атаку 2-го батальона полка на хорошо укрепленную позицию гитлеровцев в районе Вознесенского собора. Под интенсивным пулемётным огнем противника капитан Лев первым пересек реку Ельчик и начал подъем по покрытой льдом улице Введенская, спускающейся к Ельчику. В результате упорного боя город Елец был полностью освобожден к утру 9 декабря 1941 года. За этот подвиг капитан Лев был награжден орденом Красной Звезды. Когда через несколько дней в бою под Ливнами погиб командир 496-го стрелкового полка подполковник Павел Владимирович Дергунов, капитан Лев 18 декабря принял командование на себя. Командовал полком свыше четырёх месяцев, участвовал в Болховской наступательной операции.
С 8 апреля 1942 года майор Б. Д. Лев командовал 4-м гвардейским стрелковым полком 6-й гвардейской стрелковой дивизии на Брянском и Центральном фронтах. Участвовал в Воронежско-Ворошиловградской оборонительной и в Воронежско-Касторненской наступательной операциях, в Курской битве.
Командир 4-го гвардейского стрелкового полка 6-й гвардейской стрелковой дивизии 13-й армии Центрального фронта гвардии подполковник Л. Б. Лев проявил исключительное мужество в ходе битвы за Днепр. Организовал 21 сентября 1943 года форсирование реки Днепр в районе села Теремцы Чернобыльского района Киевской области Украинской ССР и 23 сентября 1943 года форсирование реки Припять у села Оташев этого же района.
Выйдя первым к Днепру с вверенным ему стрелковым полком, с ходу переправил на правый берег реки одну роту и, когда та захватила небольшой плацдарм, с двумя радистами сам переправился на него. Оттуда по рации руководил переправой остальных подразделений полка при форсировании Днепра, и с ходу вводил их в бой на самых опасных участках боя. Полк успешно выполнил задачу по захвату и расширению плацдарма, отбив при этом непрерывные контратаки гитлеровцев. Противнику был нанесён значительный урон в живой силе и технике, а также обеспечена переправа основных сил дивизии.
Указом Президиума Верховного Совета СССР от 16 октября 1943 года за образцовое выполнение боевых заданий командования на фронте борьбы с немецкими захватчиками и проявленные при этом отвагу и геройство гвардии подполковнику Льву Борису Давидовичу присвоено звание Героя Советского Союза с вручением ордена Ленина и медали «Золотая Звезда» (№ 1237).
С конца октября по декабрь 1943 года был в госпитале. После возвращения оттуда в декабре назначен заместителем командира 6-й гвардейской стрелковой дивизии. В войсках 1-го Украинского фронта с дивизией участвовал в Ровно-Луцкой наступательной операции.
С февраля 1944 года — заместитель командира 172-й стрелковой дивизии на 1-м Украинском фронте. С ней отличился в Проскуровско-Черновицкой и Львовско-Сандомирской наступательных операциях.
10 сентября 1944 года назначен командиром 309-й стрелковой дивизией (13-я и 6-я армии, 1-й Украинский фронт). Командовал ею до конца войны. Под его командованием дивизия отличилась в ходе Висло-Одерской и Нижне-Силезской наступательных операциях. За форсирование Одера, освобождение города Легница, участие в штурме города-крепости Бреслау дивизия награждена орденами Красного Знамени (5.04.1945) и Кутузова 2-й степени (4.06.1945).

## Послевоенная биография
После Победы продолжал службу в армии. В августе 1945 года дивизия была расформирована, а полковник Л. Б. Лев направлен в Военную академию имени М. В. Фрунзе на преподавательскую работу. При этом и сам окончил полный курс этой академии в 1952 году. Служил в академии старшим преподавателем кафедры общей тактики, старшим преподавателем по оперативно-тактической подготовке, тактическим руководителем учебной группы, старшим преподавателем и старшим руководителем кафедры тактики высших соединений и кафедры оперативно-тактической подготовки, старшим преподавателем кафедры оперативного искусства. В августе 1970 года уволен в отставку по болезни.
Жил в Москве. Скончался 20 ноября 1971 года. Похоронен в Москве на Востряковском кладбище (участок 17).

## Награды
- Герой Советского Союза (16.10.1943)
- Орден Ленина (16.10.1943)
- Три ордена Красного Знамени (10.09.1943; 02.09.1944; 30.04.1954)
- Орден Кутузова 2-й степени (29.05.1945)
- Орден Суворова 3-й степени (23.09.1943)
- Два ордена Красной Звезды (15.07.1942; 20.06.1949)
- Медаль «За боевые заслуги» (03.11.1944)
- Другие медали